# Thyene punctiventer
Thyene punctiventer là một loài nhện trong họ Salticidae.
Loài này thuộc chi Thyene. Thyene punctiventer được Ferdinand Karsch miêu tả năm 1879.